# Kānī Pahan
Kānī Pahan (persiska: كانی پهن, كانی پان) är en ort i Iran.   Den ligger i provinsen Kurdistan, i den nordvästra delen av landet, 400 km väster om huvudstaden Teheran. Kānī Pahan ligger 2 021 meter över havet och antalet invånare är 257.
Terrängen runt Kānī Pahan är kuperad åt sydväst, men åt nordost är den platt.Runt Kānī Pahan är det ganska tätbefolkat, med 58 invånare per kvadratkilometer. Närmaste större samhälle är Sanandaj, 18,9 km väster om Kānī Pahan. Trakten runt Kānī Pahan består i huvudsak av gräsmarker.